# Gypsogenin
Gypsogenin ist ein Triterpen mit einem Oleanan-Grundgerüst. Es ist eines der Triterpensaponine.

## Vorkommen

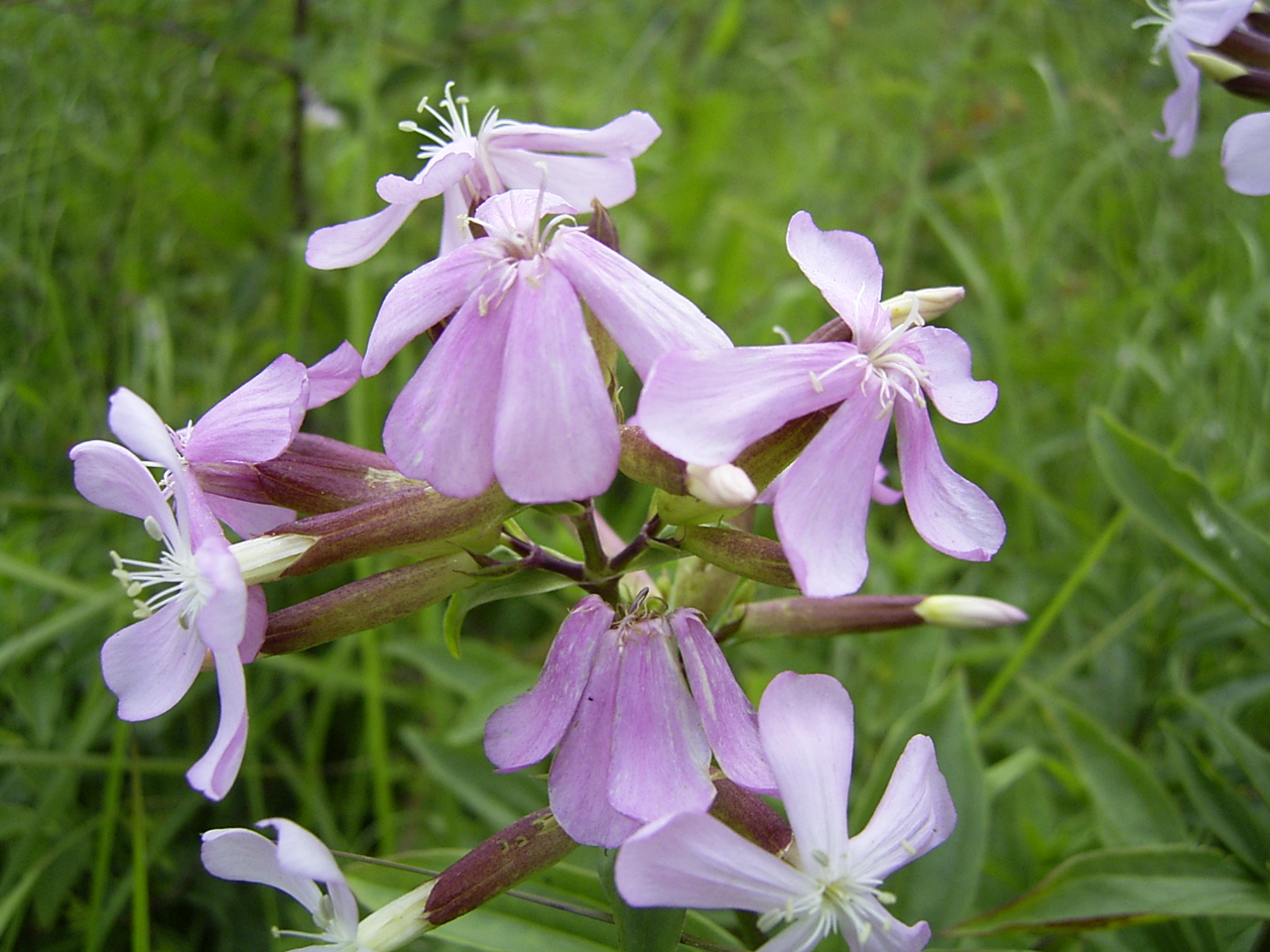
Gewöhnliches Seifenkraut (Saponaria officinalis)

Gypsogenin ist ein Naturstoff und kommt im Gewöhnlichen Seifenkraut (Saponaria officinalis) vor.